# 603
603 је била проста година.

## Догађаји
- Пролеће – Витерик, рачунајући на подршку племића, напада краљевску палату у Толеду и збацује краља Лијуву II. Одсекао му је десну руку и нареио да га погубе. Витерик постаје нови краљ Визигота.
- Краљ Агилулф опседа Кремону, а уз помоћ Словена. Град је током борби уништен. Он заузима Падову и Мантову (Северна Италија); њена територија је подељена између ломбардских војводстава Бреша и Бергамо.
- Агилулф, под утицајем своје жене Теоделинде, напушта аријанство и прихвата православље, и (са сином Адалоалдом) крштен је у катедрали у Монци, где је касније постављена Гвоздена круна Ломбардије.
- Последњи помен римског сената на италијанском копну је. Помиње се да је Сенат прогласио нове статуе цара Фоке и царице Леонтије.
- Битка код Дегсастана: Краљ Етелфрит од Нортумбрије побеђује комбиноване снаге Британаца и Шкота Стратклајда под вођством Аедана Мак Габраина, успостављајући превласт Англа у северном делу онога што ће постати познато као Британска острва.
- Цар Венди стабилизује кинеско царство; пољопривредне површине се значајно повећавају, а технологија бродоградње достиже нови високи ниво.
- Принц Шотоку од Јапана успоставља систем ограничења и рангова од дванаест нивоа, а каже се да је аутор устава од седамнаест чланова.
- Побуњени Гоктурци свргну и убију амбициозног владара (кагана) Тардуа, западнотурског каганата (средња Азија).
- Опатију Шутерн (Немачка) основао је лутајући ирски монах Офо.
- Будући папа Бонифације III именован је за папског легата у Цариграду.

## Рођења
- Википедија:Непознат датум — Дагобер I, франачки краљ (†639.)

## Смрти
- Григоријe Акрагантски
- Лијува II - визиготски краљ у Хиспанији